# فيرتشايلد لأشباه الموصلات
فيرتشايلد لأشباه الموصلات (بالإنجليزية: Fairchild Semiconductor)‏ كانت شركة أمريكية مختصة في مجال صناعة أشباه الموصلات في مدينة سان خوسيه في ولاية كاليفورنيا الأمريكية.
تأسست الشركة في سنة 1957 وكانت رائدة في مجال صناعة الترانزستورات والدارات المتكاملة. استحوذت شركة أون لأشباه الموصلات (ON Semiconductor) عليها سنة 2016.